# Sonate K. 385
La sonate K. 385 (F.331/L.284) en ut majeur est une œuvre pour clavier du compositeur italien Domenico Scarlatti.

## Présentation
La sonate K. 385, en ut majeur, notée Allegro, forme une paire avec la sonate précédente, de même tonalité. Scarlatti « signe » l'ouvrage par l'élision des premiers temps de bout en bout.

## Manuscrits
Le manuscrit principal est le numéro 28 du volume VIII (Ms. 9779) de Venise (1754), copié pour Maria Barbara ; les autres sont Parme X 28 (Ms. A. G. 31415), Münster (D-MÜp) IV 23 (Sant Hs 3967) et Vienne B 23 (VII 28011 B).

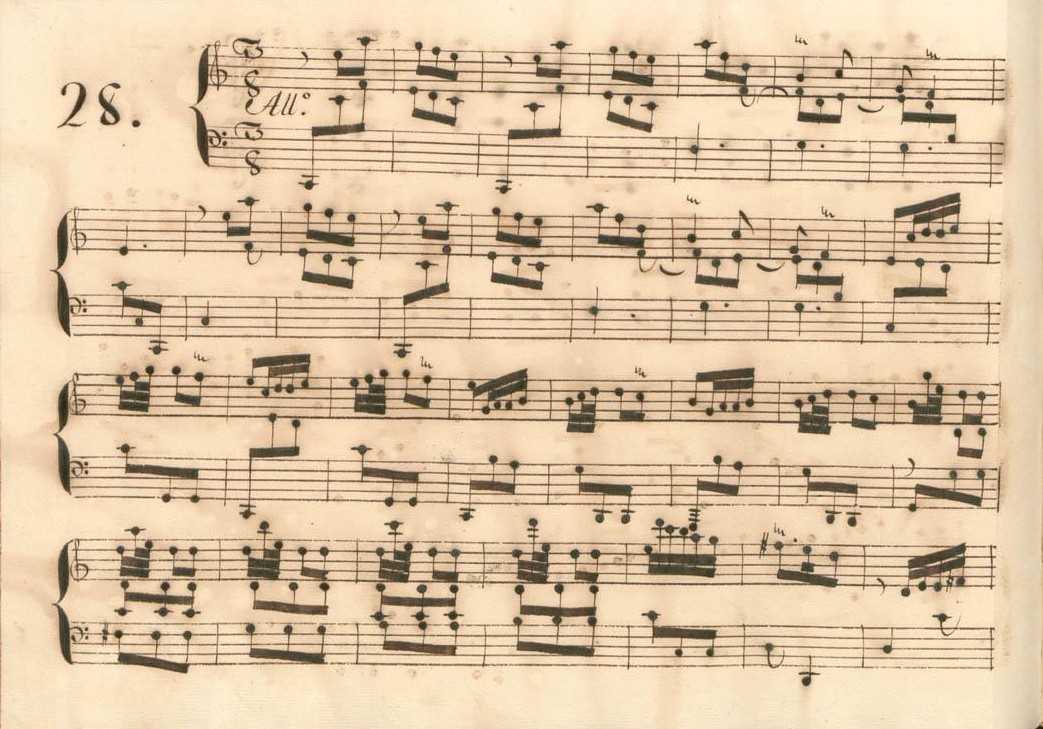
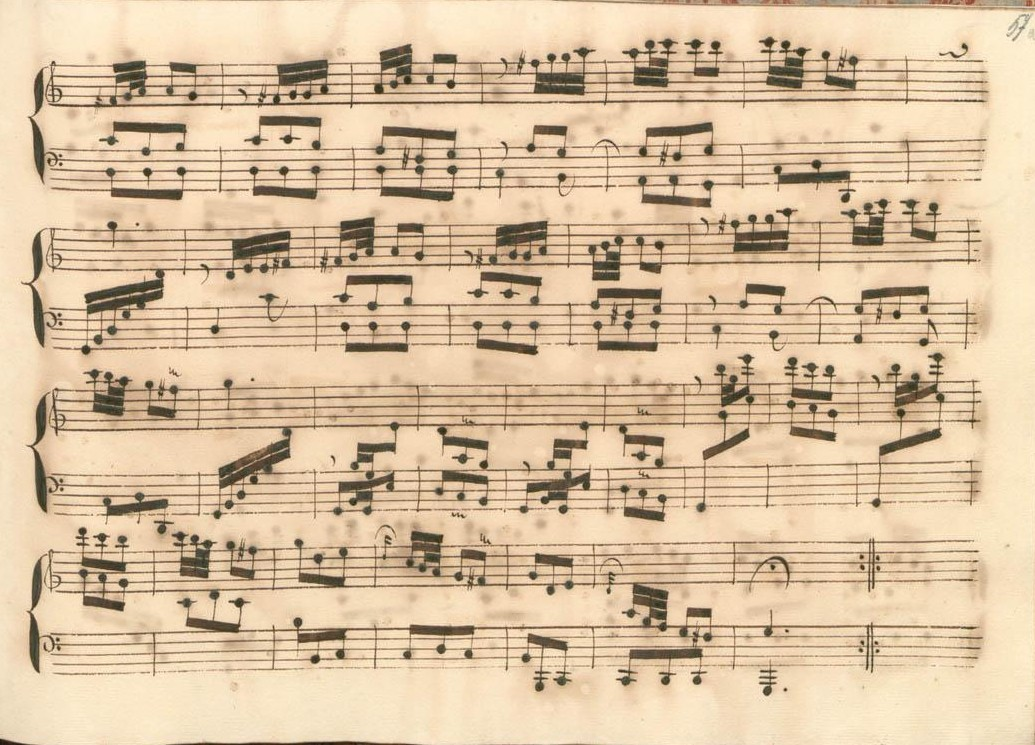
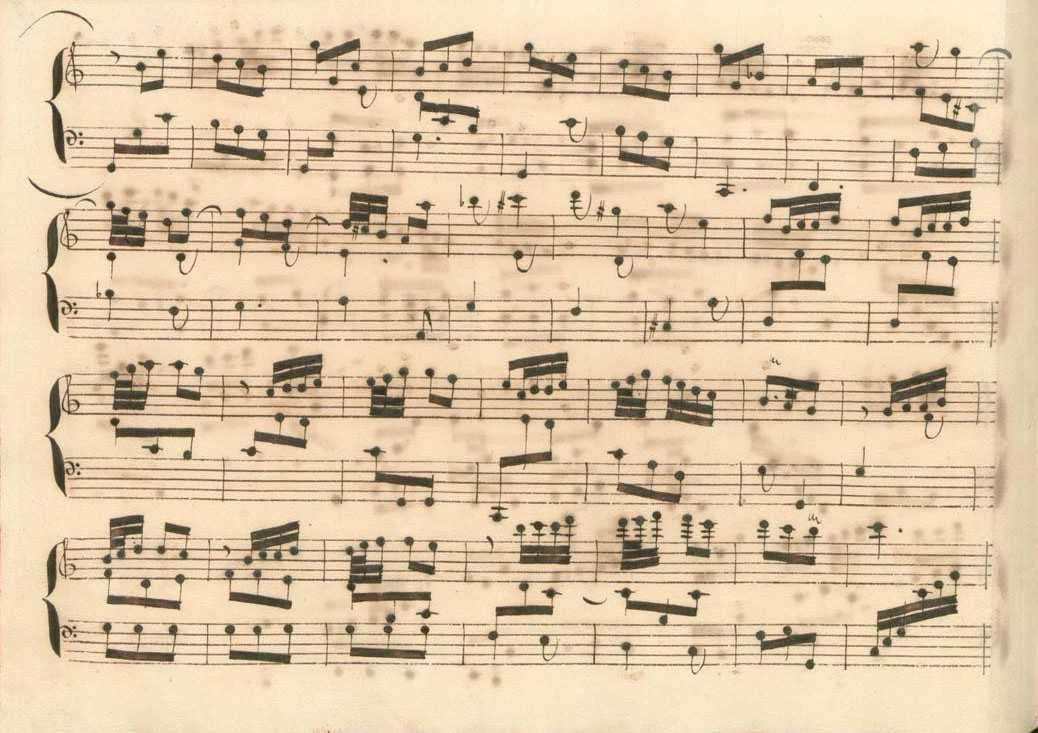
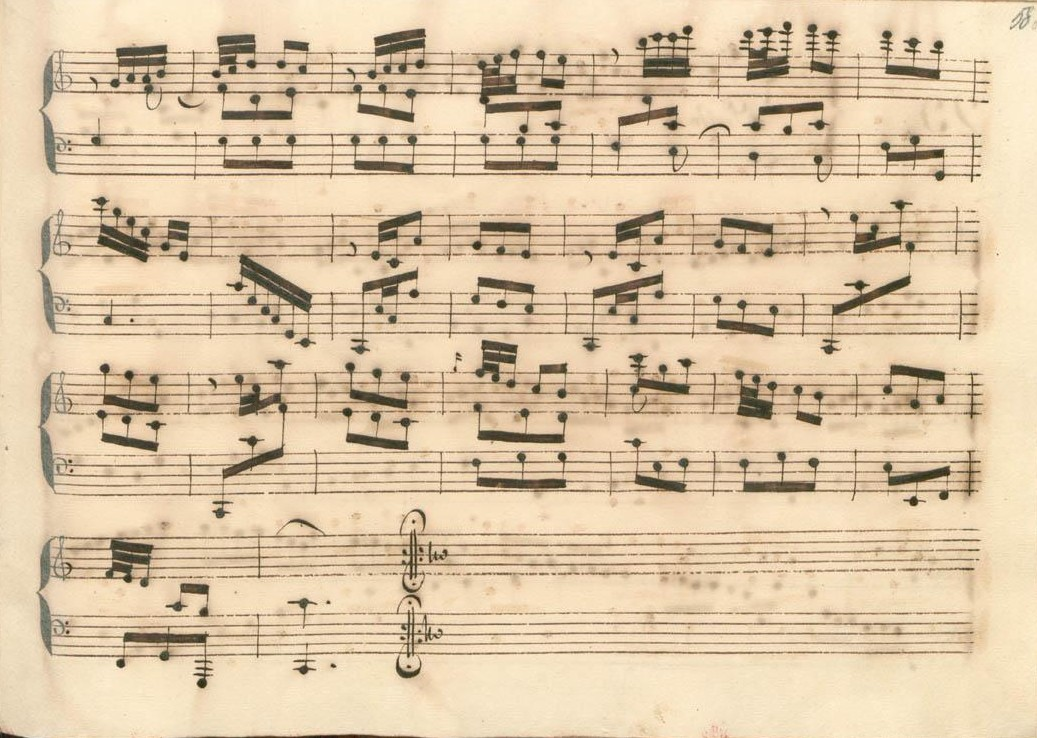

## Interprètes
La sonate K. 385 est défendue au piano, notamment par Carlo Grante (2013, Music & Arts, vol. 4) et Artem Yasynskyy (2016, Naxos vol. 20) ; au clavecin, elle est jouée par Scott Ross (1985, Erato), Ursula Duetschler (1988, Claves), Richard Lester (2003, Nimbus, vol. 3) et Pieter-Jan Belder (Brilliant Classics, vol. 9).

## Sources
: document utilisé comme source pour la rédaction de cet article.
- Ralph Kirkpatrick (trad. de l'anglais par Dennis Collins), Domenico Scarlatti, Paris, Lattès, coll. « Musique et Musiciens », 1982 (1re éd. 1953 (en)), 493 p. (ISBN 978-2-7096-0118-4, OCLC 954954205, BNF 34689181).
- Alain de Chambure, « Domenico Scarlatti, Intégrale des sonates — Scott Ross », Erato/Éditions Costallat (2564-62092-2 (livret : 2292-45309-2)), 1985 (OCLC 891183737) .